# Fum-li canya, que és francesa
Fum-li canya, que és francesa (títols originals: She Gets What She Wants als Estats Units, Freche Biester!! a Alemanya) és una pel·lícula humorística germano-britànico-estatunidenca, dirigida per Melanie Mayron, estrenada l'any 2002. Ha estat doblada al català

## Argument
Starla Grady, una jove texana, és la noia més popular del seu institut: cap de les pom-pom girls, el seu company és el capità de l'equip de futbol americà, i acaba de ser nomenada reina de la seva promoció. Però les seves notes en francès són molt dolentes i el seu pare decideix acollir una estudiant francesa com filla al pair. Però aquesta, Geneviève LePlouff, malgrat els seu aspecte d'amable noia tímida, és en realitat una terrible manipuladora que vol prendre-li la plaça de reina de l'institut.

## Repartiment
- Piper Perabo: Geneviève Le Plouff
- Jane McGregor: Starla Grady
- Trent Ford: Ed Mitchell
- Julie White: Bootsie Grady
- Brandon Smith: Arnie Grady
- Jesse James: Randolph Grady
- Nicki Aycox: Tanner Jennings
- Alexandra Adi: Ashley Lopez
- Matt Czuchry: Kyle Fuller
- Cristen Coppen: Doreen Gilmore
- Michael McKean: senyor Duke
- Mary Portser: Kimmy Sue Sprinkle
- Katherine Cortez: Lurlene Haskell
- Jerry Cotton: xèrif Flinkman

## Al voltant de la pel·lícula
El film va aparèixer als Estats Units a la televisió sota el títol She Gets What She Wants el 9 de gener 2005 a ABC Family.